# 箱形圖

箱形圖

箱形圖（boxplot）或盒狀圖、盒式圖，又稱盒鬚圖（box-and-whisker plot/diagram）、箱線圖，是一種用作顯示一組數據或資料的位置和分散情況的統計圖。因圖形如箱子，且在上下四分位數之外常有線條像鬍鬚延伸出去而得名。箱子或盒子本身含第1四分位數、中位數（第2四分位數）及第3四分位數，向兩端凸出的鬚狀線段分別連接最小值與第1四分位數，以及第3四分位數與最大值。
離群值（outlier）有時會畫成是個別的點。箱型圖是無母數的，他顯示樣品的特性，對於母體分佈並無任何假設。在各種領域也經常被使用，常見於品質管理。不過作法相對較繁瑣。
箱形圖於1977年由美國著名統計學家约翰·图基（John Tukey）發明。它能顯示出一組數據的最大值、最小值、中位數、及上下四分位数。

## 定義
- Q0/4：最小值（minimum）
- Q1/4：第1四分位数（lower quartile）
- Q2/4：中位數（第2四分位数、median）
- Q3/4：第3四分位数（upper quartile）
- Q4/4：最大值（maximum）

以第1四分位數（Q1/4）和第3四分位數（Q３/4）的數值作為箱型的上下限。

## 範例
以下是箱形圖的具體例子：
這組數據顯示出：
- 下邊界=5
- 第1四分位數（Q1）=7

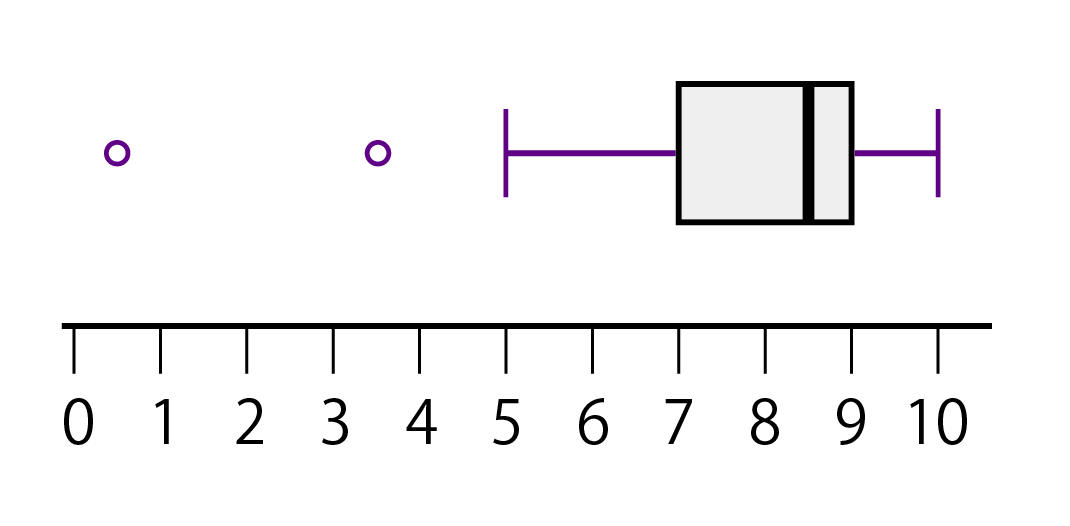
箱形圖的使用範例

- 中位數、第2四分位數（median、Q2）=8.5
- 第3四分位數（Q3）=9
- 上邊界=10
- 四分位間距（interquartile range，簡稱IQR）={\displaystyle (Q3-Q1)}=2  （即ΔQ）

當有數值與第1與第3四分位數的範圍差距1.5×IQR以上時，該值為離群值（outlier）。 
數值位於範圍外1.5×IQR到3×IQR範圍的數值，稱作適度離群值（mild outlier）。
數值位於範圍外3×IQR以上的數值，稱作極端離群值（extreme outlier）。 
因此該圖中的離群值有： 
- 適度離群值（mild outlier） = 3.5
- 極端離群值（extreme outlier） = 0.5